# 다크트레이스
다크트레이스는 2013년 영국 캠브리지에서 설립된 정보보안 회사이다. 다크트레이스는 캠브리지와 샌 프란시스코에 본사가 있으며 주요 투자자는 Michael Richard Lynch씨의 Invoke Capital, Talis Capital, Hoxton Ventures, KKR Summit Partners, 그리고 삼성SDS이다.
악성 공격자 및 자동화된 툴에 의한 의한 사이버 범죄 시도를 막기 위하여 다크트레이스는 인공지능과 머신러닝 및 베이지안수학 이론에 기초한 탐지 엔진을 사용한다.

다크트레이스는 2016년 6월 기준 1,500 곳의 고객사가 있다고 공지하였다.
언론 보도 자료에 의하면 영국의 Virgin Trains 및 다른 대형 고객사가 존재한다고 알려져 있다.
다크트레이스는 영국 및 미국의 정부기관으로부터 정보보호 전문가를 많이 고용하였다고 알려져 있다.
다크트레이스는 서울시 영등포구 여의도동 Three IFC에 한국 지사가 있다.

## 참고 리스트
1. ↑  “Company Overview”. 《Darktrace》. Darktrace. 2016년 7월 12일에 확인함.
2. ↑  O'Hear, Steve (2016년 7월 5일). “Cybersecurity startup Darktrace intercepts $65M in fresh funding at a valuation of over $400M”. Tech Crunch. 2016년 7월 12일에 확인함.
3. ↑  O'Hear, Steve (2016년 7월 5일). “Cybersecurity startup Darktrace intercepts $65M in fresh funding at a valuation of over $400M”. Tech Crunch. 2016년 7월 12일에 확인함.
4. ↑  “Daily BriefingIn partnership with”. The Week (UK). 2016년 7월 12일. 2016년 7월 12일에 확인함.
5. ↑  Williams-Grut, Oscar (2015년 7월 22일). “Why a 23-month-old UK cyber security startup is worth more than $100 million”. Business Insider UK. 2017년 6월 6일에 원본 문서에서 보존된 문서. 2016년 7월 12일에 확인함.
6. ↑  Shead, Sam (2015년 10월 29일). “British cybersecurity startup goes from hiring former spies to students as it looks to grow to the size of Autonomy”. Business Insider (UK). 2017년 4월 23일에 원본 문서에서 보존된 문서. 2016년 7월 12일에 확인함.